# Turnê Meus Encantos
Turnê Meus Encantos é a terceira turnê da cantora brasileira Paula Fernandes. O primeiro show que aconteceu no dia 25 de maio de 2012 no Credicard Hall para 7 mil pessoas em São Paulo. A turnê ganhou 2 vezes a categoria "Melhor Show" no "Prêmio Multishow de Música Brasileira", em 2012 e 2013.

## Antecedentes
Após lançar seu quarto álbum de estúdio Meus Encantos, a cantora anunciou o lançamento da sua turnê, ainda na coletiva de imprensa do projeto. 

## Setlist
1. Se o Coração Viajar
2. Navegar em Mim
3. Não Precisa
4. Eu Sem Você

- Infância (Vídeo Interlúdio)

1. Coração na Contramão
2. Medley:

- Sem Você
- Último Adeus
- Sorriso Mudo

1. Medley:

- Mineirinha Ferveu
- Nóis Enverga Mas Não Quebra
- Debaixo do Cacho

1. Barco de Papel

- Voa Instrumental (Interlúdio)

1. Céu Vermelho
2. Jeito de Mato
3. Cuidar Mais de Mim
4. Sensações

- Poema (Vídeo Interlúdio)

1. Meus Encantos

- Dentro da Água (Vídeo Interlúdio)

1. Nunca Mais eu e Você
2. Man! I Feel Like a Woman
3. Long Live
4. Pra Você

BIS:
1. Pássaro de Fogo

1. Navegar em Mim
2. Pra Quê Conversar?
3. Se o Coração Viajar
4. Não Precisa
5. Eu Sem Você

- Infância (Vídeo Interlúdio)

1. Coração na Contramão
2. Medley:

- Sem Você
- Ainda Ontem Chorei de Saudade
- Sorriso Mudo

1. Medley:

- Mineirinha Ferveu
- Nóis Enverga Mas Não Quebra
- Debaixo do Cacho

1. Barco de Papel

- Voa Instrumental (Interlúdio)

1. Seio de Minas
2. Jeito de Mato
3. Cuidar Mais de Mim
4. Sensações
5. Meus Encantos

- Dentro da Água (Vídeo Interlúdio)

1. Nunca Mais eu e Você (Encurtada)
2. Man! I Feel Like a Woman
3. Aos Olhos do Tempo (Somente 19 e 20/10/2012)
4. Long Live
5. Pra Você

BIS:
1. Pássaro de Fogo

1. Navegar em Mim
2. Se o Coração Viajar
3. Não Precisa
4. Eu Sem Você
5. Seio de Minas
6. Jeito de Mato
7. Cuidar Mais de Mim
8. Sensações

Infância (Vídeo Interlúdio)
1. Coração na Contramão
2. Medley:

- Sem Você
- Ainda Ontem Chorei de Saudade
- Sorriso Mudo

1. Medley:

- Mineirinha Ferveu
- Nóis Enverga Mas Não Quebra
- Debaixo do Cacho

Voa Instrumental (Interlúdio)
1. Nunca Mais eu e Você (Encurtada)
2. Man! I Feel Like a Woman
3. Pra Quê Conversar?
4. Long Live
5. Pra Você
6. Pássaro de Fogo

1. Navegar em Mim
2. Se o Coração Viajar
3. Não Precisa
4. You're Still The One
5. Eu Sem Você
6. Seio de Minas
7. Jeito de Mato
8. Um Ser Amor
9. Sensações

Infância (Vídeo Interlúdio)
1. Medley:

- Sem Você
- Ainda Ontem Chorei de Saudade
- Sorriso Mudo

1. Medley:

- Mineirinha Ferveu
- Nóis Enverga Mas Não Quebra
- Debaixo do Cacho

Banda Instrumental (Interlúdio)
1. Nunca Mais eu e Você (Encurtada)
2. Man! I Feel Like a Woman
3. Long Live
4. Não Fui Eu
5. Pra Você
6. Pássaro de Fogo

## Sinopse
A turnê teve como parte da cenografia a natureza, que é uma das principais fontes de inspiração da mineira; ela recria elementos no palco como chuvas, cachoeiras, flores e montanhas, por meio de LEDs, moving lights, projeções e efeitos 3D; ainda contava com uma lua minguante de 3 metros que descia no palco com a cantora enquanto cantava a canção "Cuidar Mais de Mim". O show teve direção de Márcio Monteiro, produtor musical da cantora.

## Datas
| Data                    | Cidade                  | País           | Local                              |
| América do Sul          | América do Sul          | América do Sul | América do Sul                     |
| ----------------------- | ----------------------- | -------------- | ---------------------------------- |
| 25 de maio de 2012      | São Paulo               | Brasil         | Credicard Hall                     |
| 26 de maio de 2012      | São Paulo               | Brasil         | Credicard Hall                     |
| 27 de maio de 2012      | São Paulo               | Brasil         | Credicard Hall                     |
| 1 de junho de 2012      | Sorocaba                | Brasil         | Recreativo Campestre               |
| 2 de junho de 2012      | Goiânia                 | Brasil         | Parque de Exposição                |
| 06 de junho de 2012     | Lages                   | Brasil         | Parque Conta Dinheiro              |
| 07 de junho de 2012     | Pedro Leopoldo          | Brasil         | Parque de Exposição                |
| 08 de junho de 2012     | Alegre                  | Brasil         | Parque de Exposição Geraldo Santos |
| 09 de junho de 2012     | Patos de Minas          | Brasil         | Parque de Exposição                |
| 10 de junho de 2012     | Americana               | Brasil         | Parque de Eventos CCA              |
| 14 de junho de 2012     | Rio Branco              | Brasil         |                                    |
| 15 de junho de 2012     | Porto Velho             | Brasil         |                                    |
| 16 de junho 2012        | Santarém                | Brasil         |                                    |
| 17 de junho de 2012     | Macapá                  | Brasil         |                                    |
| 22 de junho de 2012     | Petrolina               | Brasil         |                                    |
| 24 de junho de 2012     | Manhuaçu                | Brasil         | Parque de Exposição                |
| 28 de junho de 2012     | Barueri                 | Brasil         |                                    |
| 29 de junho de 2012     | São Bernardo do Campo   | Brasil         |                                    |
| 30 de junho de 2012     | Volta Redonda           | Brasil         |                                    |
| 25 de agosto de 2012    | Belo Horizonte          | Brasil         | Chevrolet Hall                     |
| Europa                  |                         |                |                                    |
| 28 de setembro de 2012  | Barcelona               | Espanha        |                                    |
| 29 de setembro de 2012  | Lisboa                  | Portugal       |                                    |
| 30 de setembro de 2012  | Porto                   | Portugal       |                                    |
| 05 de outubro de 2012   | Zurique                 |                |                                    |
| 07 de outubro de 2012   | Milão                   | Itália         |                                    |
| América do Sul          |                         |                |                                    |
| 19 de outubro de 2012   | São Paulo               | Brasil         | Credicard Hall                     |
| 20 de outubro de 2012   | São Paulo               | Brasil         | Credicard Hall                     |
| 01 de novembro de 2012  | Três Lagoas             | Brasil         |                                    |
| 02 de novembro de 2012  | Itapetininga            | Brasil         | Club Venâncio Ayres                |
| 03 de novembro de 2012  | Jaú                     | Brasil         |                                    |
| 08 de novembro de 2012  | Florianópolis           | Brasil         |                                    |
| 09 de novembro de 2012  | União da Vitória        | Brasil         |                                    |
| 10 de novembro de 2012  | Concórdia               | Brasil         |                                    |
| 11 de novembro de 2012  | Videira                 | Brasil         |                                    |
| 14 de novembro de 2012  | Cachoeiro de Itapemirim | Brasil         |                                    |
| 16 de novembro de 2012  | Caldas Novas            | Brasil         |                                    |
| 18 de novembro de 2012  | Porangatu               | Brasil         | Parque de Exposições               |
| 22 de novembro de 2012  | Natal                   | Brasil         |                                    |
| 23 de novembro de 2012  | Recife                  | Brasil         | Chevrolet Hall                     |
| 24 de novembro de 2012  | Rio de Janeiro          | Brasil         | Citibank Hall                      |
| 07 de dezembro de 2012  | Santa Cruz do Sul       | Brasil         | Complexo Gazeta Inside             |
| 13 de dezembro de 2012  | Lins                    | Brasil         | Lins Golden Hall                   |
| 15 de novembro de 2012  | Tupã                    | Brasil         | Espaço Jota Ká                     |
| América do Norte        |                         |                |                                    |
| 8 de fevereiro de 2013  | Fort Lauderdale         | Estados Unidos | NSU Arena                          |
| 09 de fevereiro de 2013 | Newark                  | Estados Unidos | Robert Treat Hotel                 |
| 10 de feveiro de 2013   | Lynn                    | Estados Unidos |                                    |
| África                  |                         |                |                                    |
| 30 de abril de 2013     | Ilha do Fogo            | Cabo Verde     | Praça da Cidade                    |
| 1 maio de 2013          | Praia                   | Cabo Verde     | Estádio da Várzea                  |
| 3 maio de 2013          | Luanda                  | Angola         |                                    |
| 4 maio de 2013          | Luanda                  | Angola         |                                    |
| América do Sul          |                         |                |                                    |
| 19 de outubro de 2013   | Vitória                 | Brasil         | Arena Vitória                      |
| Europa                  |                         |                |                                    |
| 2 de novembro de 2013   | Lisboa                  | Portugal       | Pavilhão Atlântico                 |
| 03 de novembro de 2013  | Guimarães               | Portugal       | Pavilhão Multiusos                 |
| 07 de novembro de 2013  | Luxemburgo              |                |                                    |
| 09 de novemebro de 2013 | Bruxelas                | Bélgica        |                                    |
| 10 de novembro de 2013  | Londres                 | Reino Unido    |                                    |
| América do Sul          |                         |                |                                    |
| 27 de outubro de 2013   | Vale do Ivinhema        | Brasil         | Expo Arena Show                    |
|                         |                         |                |                                    |
| América do Norte        |                         |                |                                    |
| 27 de novembro de 2013  | Lynn                    | Estados Unidos | [ 7 ]                              |
| 29 de novembro de 2013  | Coral Springs           | Estados Unidos | Coral Springs Center for Arts      |
| 30 de outubro de 2013   | Elizabeth               | Estados Unidos |                                    |

## Prêmios e indicações

### Prêmio Multishow de Música Brasileira
| Ano  | Recipiente  | Categoria           | Resultado |
| ---- | ----------- | ------------------- | --------- |
| 2012 | Melhor Show | Turnê Meus Encantos | Venceu    |
| 2013 | Melhor Show | Turnê Meus Encantos | Venceu    |